# Fadima Kambou
 (novembre 2023).
Fadima Kambou, née le 1er septembre 1982 à Ouagadougou est l’initiatrice du programme Go Paga qui accompagne les veuves et les orphelins des militaires burkinabés tombés au front pour la Nation.

## Biographie

### Enfance et études
Fadima est née à Ouagadougou. Après ses études supérieures à l’université de Ouagadougou, elle se rend en France. Passionnée des ressources humaines, elle travaille dans plusieurs structures en France et en Afrique de l’Ouest notamment à l’association Sel France. En 2019, elle décide de s’installer à Ouagadougou pour venir en aide aux veuves,, et enfants des soldats tombés au front avec le Go Paaga ( Aller Femme) en langue mooré. Parallèlement à ses engagements pour les veuves et orphelins, elle développe une initiative dénommée Ouaga Job Challenge, un projet d’innovation sociale sur l’employabilité des jeunes actifs du Burkina et de la diaspora.

## Veuves et orphelins des soldats burkinabès
Les attaques terroristes sont quotidiens au Burkina Faso depuis 2016. Plus de 1000 soldats burkinabè sont tombés au front dans la lutte contre le terrorisme.  L’État burkinabè a mis en place des initiatives de soutien à l’endroit des familles. Des vivres, des maisons, et de l’argent comptant sont parfois octroyés aux veuves et orphelins des soldats tombés sur les champs de bataille. Près de 500,soldats sont des militaires tués dans les attaques terroristes depuis 2015. 
Le lieutenant-colonel Paul-Henri Sandaogo Damiba, président du Faso est solidaires aux veuves et orphelins de ses frères d'armes tombés au front.